# Fínnachta
Fínnachta, fils de Ollom Fotla, est selon les légendes médiévales et la tradition pseudo historique irlandaise un Ard ri Erenn

## Règne
Fínnachta est le fils aîné et successeur d'Ollom Fotla. Son véritable nom est Elim.Il doit le surnom par lequel il est connu à une « Neige de Vin » qui serait tombée sur l'Irlande pendant son règne (vieil irlandais « fín »', i.e: vin, « snechta », i.e: neige).
Il règne 20 ans avant de mourir de la peste à  Mag Inis in Ulster, il a comme successeur  ses deux frères: Slánoll  et Géde Ollgothach   puis par son fils  Fíachu Findoilches. La chronologie de Geoffrey Keating Foras Feasa ar Éirinn date son règne de 913-895 av. J.-C., les Annales des quatre maîtres  de 1278-1258 av. J.-C.

## Source
- (en) Cet article est partiellement ou en totalité issu de l’article de Wikipédia en anglais intitulé « Fínnachta » (voir la liste des auteurs), édition du 9 avril 2012.